# Prințul George al Serbiei
Prințul George al Serbiei, sau George Karađorđević (n. 27 august 1887, Cetinje, Muntenegru – d. 17 octombrie 1972, Belgrad, Republica Socialistă Federativă Iugoslavia), a fost fiul cel mare al regelui Petru I al Serbiei și al soției acestuia, Prințesa Zorka a Muntenegrului. El a fost fratele mai mare al regelui Alexandru I al Iugoslaviei.
În 1909 prințul George și-a ucis servitorul și, în urma unei campanii negative în presă, a fost obligat să renunțe la pretenția sa la tron. Ulterior a slujit cu distincție în armată, a fost grav rănit în timpul primului război mondial și, prin urmare, a devenit popular în țară, ceea ce a stârnit alarma fratelui său mai mic. În 1925 fratele său Alexandru l-a arestat, l-a declarat nebun și l-a închis într-un azil. A rămas acolo timp de aproape două decenii, până când a fost eliberat de forța ocupantă germană în timpul celui de-al doilea război mondial. După încheierea războiului, el a fost singurul membru al familiei regale care nu a fost trimis în exil și nu a fost declarat dușman al statului.